# Sinkowarsin
Sinkowarsin, jedna od bandi Indijanaca u području rijeke Kolumbije u Washingtonu za koje Teit (1864-1922) smatra da bi mogli biti porijeklom od Sinkiuse ili Columbia Indijanaca. Prema drugim autorima klasificiraju se u Wenatcheeje, a obje grupe pripadaju porodici Salishan. Sinkowarsine 1811. susreće Thompson, a kaže za njih da imaju oko 120 obitelji, odnosno 800 duša. 